# My Life in Ruins
My Life in Ruins (bra: Falando Grego; prt: A Minha Vida em Ruínas) é um filme de comédia romântica hispano-greco-estadunidense dirigido por Donald Petrie e rodado entre as ruínas da antiga Grécia. Estrelado por Nia Vardalos, Richard Dreyfuss, Alexis Georgoulis, Rachel Dratch, Harland Williams e Alistair McGowan. O filme é sobre uma guía de turismo cuja vida leva um desvio pessoal, enquanto seu grupo se envolve em situações cômicas entre as ruínas, com uma série de paradas inesperadas ao longo do caminho. O filme foi lançado em 5 de junho de 2009 nos Estados Unidos, e 7 de maio de 2009 na Grécia.
O roteiro é originalmente de Mike Reiss (Os Simpsons, Os Simpsons: o Filme), baseado em suas experiências de viagem, mas foi mais tarde reescrito por Vardalos (My Big Fat Greek Wedding) depois que ela se envolveu. O filme foi co-produzido por Gary Goetzman e Tom Hanks. Vardalos afirmou que o filme foi um sonho de sua vida, pois ela sempre quis fazer um filme no país ancestral de sua família.
O filme é ambientado na Grécia e Alicante, na Espanha, incluindo El Castell de Guadalest e Xàbia. Esta foi a primeira vez que um estúdio de cinema americano foi autorizado a filmar em locação na Acrópole; O governo grego deu ao estúdio sua aprovação depois que Vardalos pediu permissão para filmar várias cenas lá. Outros locais de filmagem gregos incluem Olímpia, Delfos, e Epidauro. Durante a cena na praia, a personagem de Nia Vardalos canta Never on Sunday, do filme Never on Sunday (1960). Essa é a única canção em grego que já foi premiada com o Oscar de melhor canção original. Também o funcionário do hotel que assedia Georgia é Ian Gomez, que foi marido de Nia Vardalos entre 1994 e 2018.
Os críticos reagiram negativamente. No site Rotten Tomatoes, o filme tem uma classificação de aprovação de 9% com base em 124 avaliações e uma classificação média de 3.6/10. O consenso crítico do site diz: "Com personagens estereotipados e uma trama desgastada, My Life in Ruins é uma comédia romântica sem graça". Em Metacritic, o filme tem uma pontuação média ponderada de 34 em 100, com base em 25 críticos, indicando "geralmente avaliações desfavoráveis". O filme foi indicado na categoria de "Melhor Romance de Verão" no Teen Choice Awards da Fox de 2009.

## Sinopse
Georgia (Nia Vardalos) é uma guia de turismo que está levando um grupo variado de turistas desajustados, mais interessados em comprar, do que em visitar monumentos. Em um choque de personalidades e culturas, tudo parecia estar errado, até um dia, quando um turista mais velho chamado Irv Gideon (Richard Dreyfuss), lhe mostra como se divertir, e lhe aconselha a dar uma boa olhada na última pessoa em quem ela pensaria, para encontrar o amor, o seu motorista (Alexis Georgoulis).

## Elenco
(por ordem de créditos)
- Nia Vardalos como Georgia Ianakopolis
- Richard Dreyfuss como Irv Gideon
- Alexis Georgoulis como Poupi Kakas
- Alistair McGowan como Nico
- Harland Williams como Big Al Sawchuck
- Rachel Dratch como Kim Sawchuck
- Caroline Goodall como Dr. Elizabeth Tullen
- Ian Ogilvy como Mr. Stewart Tullen
- Sophie Stuckey como Caitlin Tullen
- María Botto como Lala, espanhola divorciada
- María Adánez como Lena, espanhola divorciada
- Brian Palermo como Marc Mallard
- Jareb Dauplaise como Gator
- Simon Gleeson como Ken, os australianos
- Natalie O'Donnell como Sue, os australianos
- Sheila Bernette como Dorcas
- Ralph Nossek como Barnaby
- Bernice Stegers como Maria
- Rita Wilson como Elinor
- Ian Gomez como funcionário do hotel (como Ian Gómez)
- Takis Papamattheou como dono de loja de souvenirs (como Takis Papamatthaiou)
- Serenella como Svetlana (como Serenella Magriny)
- Marta Schweizer como Olga
- María Ripalda como Lenka
- Nacho Pérez como Doudi Kakas, sobrinho de Prokopi Kakas
- Nadav Malamud como homem grego 1 (como Nadaf Malamud)
- Roland Sanden como homem grego 2
- Vassilis Psychogiopoulos como garoto do Souvlaki (como Vasilis Psichogiopoulos)
- José María Sacristán como proprietário da joalheria (como José Mª Sacristán)
- Alberto Santiago como dono do bar
- Alex Spijksma como Bartender (como Alejandro Sanchez Spijksma)
- María José Goyanes como enfermeira sisuda (como Mª José Goyanes)
- Jennifer Rope como enfermeira bonita
- Melina Kyriakopoulou como uma canadense zangada (como Melina Kiriakopoulou)
- Denise Moreno como Kathy
- Lorin Dreyfuss como sósia de Irv (como Loryn Dreyfuss)
- Abdeltif Louzar como banda grega
- Oreste Papadopol como banda grega
- Valentin Stoica como banda grega

Sem créditos:
- David M. Antón como homem na rua
- Macarena Benites como turista canadense
- Heather Blair como turista americano
- Antonio Vicente Chinchilla como turista canadense
- Paco Escribano como Secundario
- Christina Mitropoulou como turista canadense